# Delphinium hillcoatiae
Delphinium hillcoatiae är en ranunkelväxtart som beskrevs av Philip Alexander Munz. Delphinium hillcoatiae ingår i släktet storriddarsporrar, och familjen ranunkelväxter. Utöver nominatformen finns också underarten D. h. pilocarpum.